# Long Island Sound

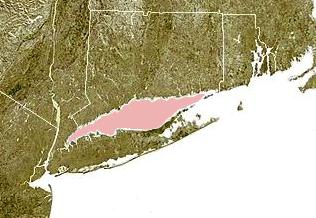
Long Island Sound är markerat med rosa färg.

Long Island Sound är ett estuarium till Atlanten. Den ligger mellan Connecticut i norr och Long Island i söder.
Längst i väster gränsar den till Westchester County, New York och Bronx samtidigt som den ansluter till East River. Allra längst österut ansluter den till Block Island Sound. Sundet anses vara gränsen mellan New England och Mid-Atlantic-delstaterna.
Sundet är 177 km långt och 34 km brett vid sitt bredaste ställe. Medeldjupet är 24 m, och det djupaste stället är på 90 m.
Den första europeiska kontakten sägs vara genom den holländska navigatören Adriaen Block år 1614.